# Ануе
Ануе (баск. Anue, ісп. Anue) — муніципалітет в Іспанії, у складі автономної спільноти Наварра. Населення — 369 осіб (2009).
Муніципалітет розташований на відстані близько 330 км на північний схід від Мадрида, 16 км на північ від Памплони.
На території муніципалітету розташовані такі населені пункти: (дані про населення за 2009 рік)
- Аріцу: 46 осіб
- Бурутайн: 61 особа
- Ечайде: 3 особи
- Егоскуе: 17 осіб
- Ецайн: 27 осіб
- Етулайн: 19 осіб
- Леаскуе: 18 осіб
- Олагуе: 178 осіб

## Демографія
Динаміка населення (INE ):

## Галерея зображень

Розташування муніципалітету